# فراری ۲۸۸ جی‌تی‌او

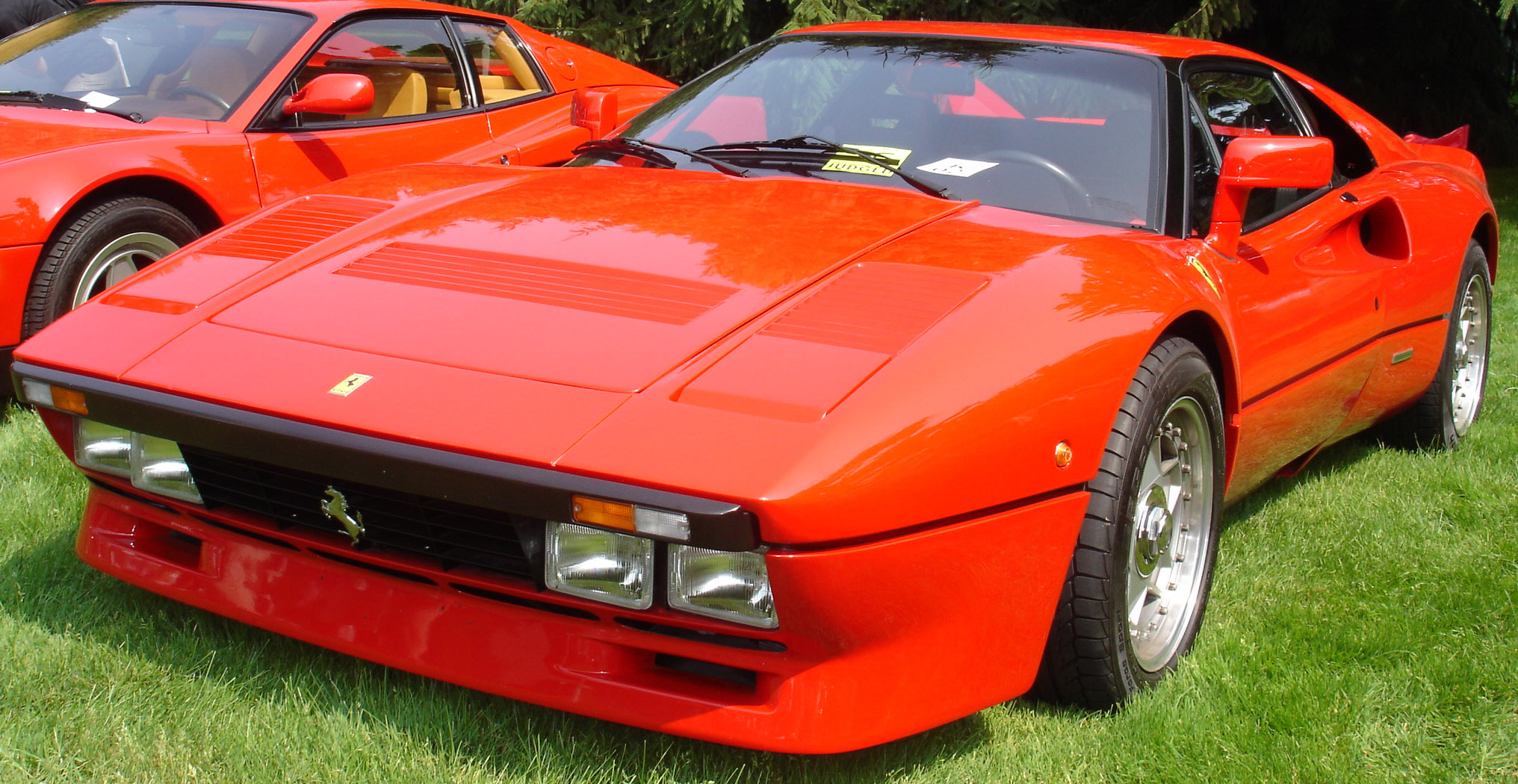

فراری ۲۸۸ جی‌تی‌او (به انگلیسی: Ferrari 288 GTO) خودرویی است که در سال‌های ۱۹۸۴–۱۹۸۵  تولید شده‌است.
این خودرو در کلاس خودرو اسپورت قرار گرفته، طراحی آن خودروهای موتور وسط عقب-محور عقب بوده است. 

## نگارخانه

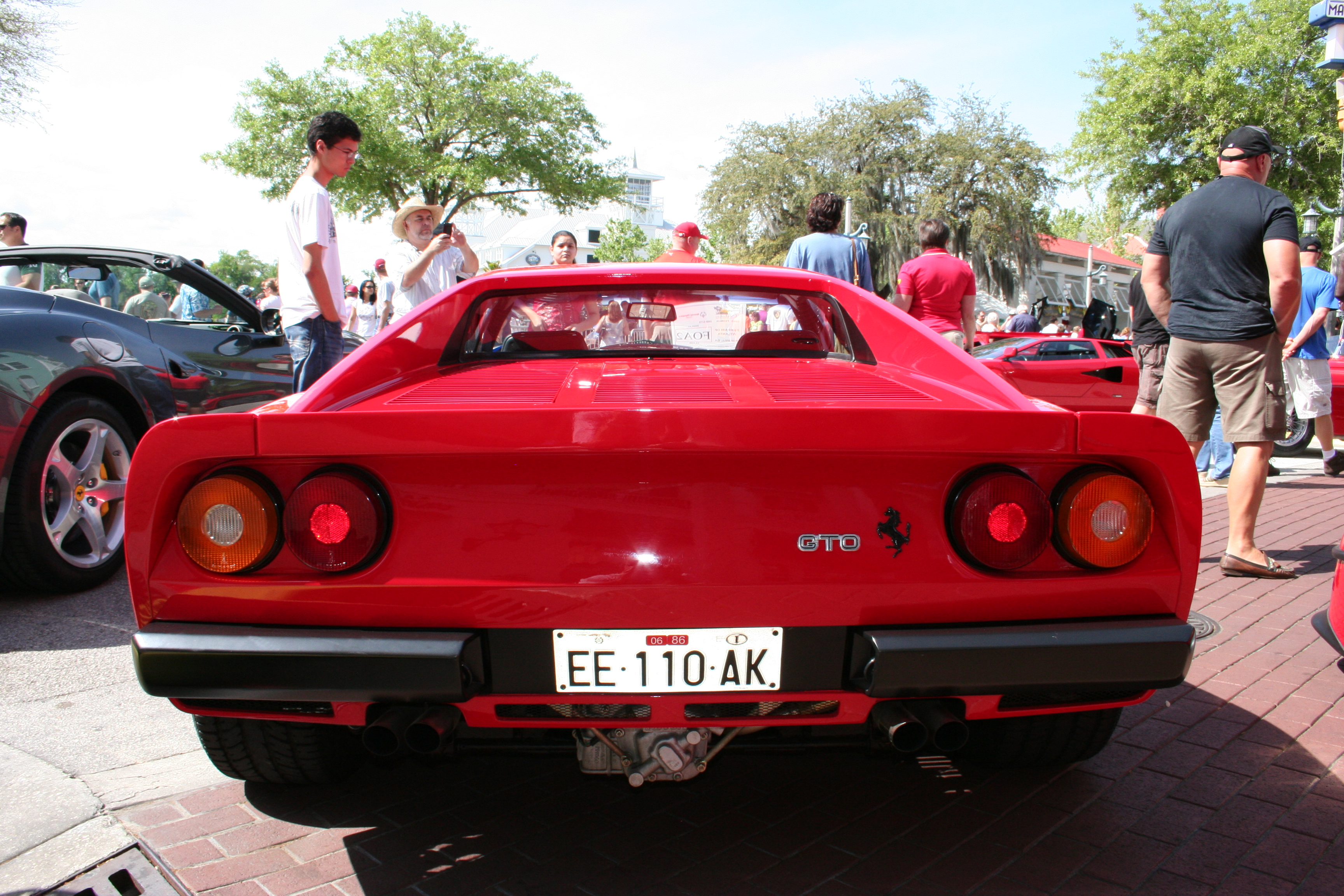
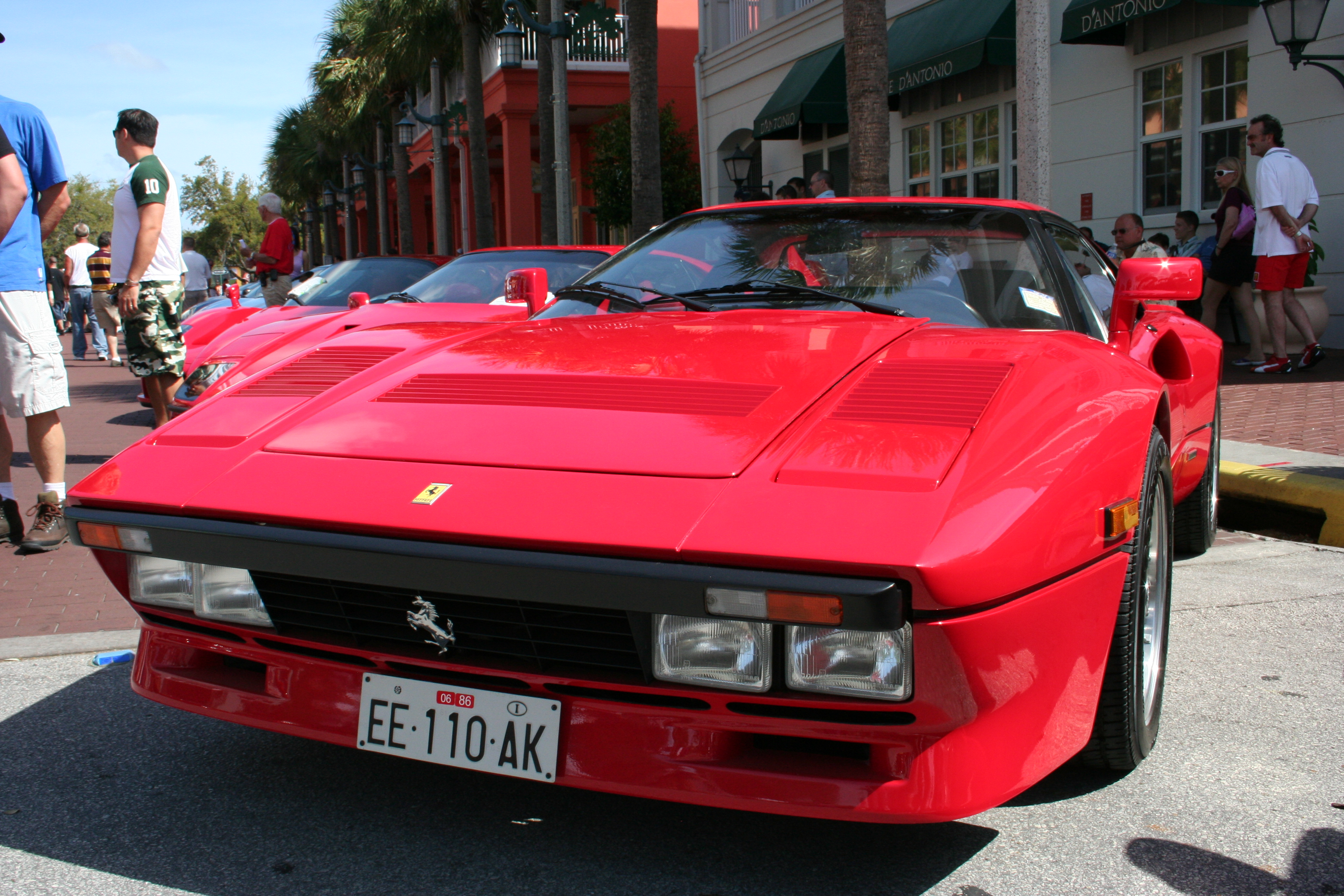
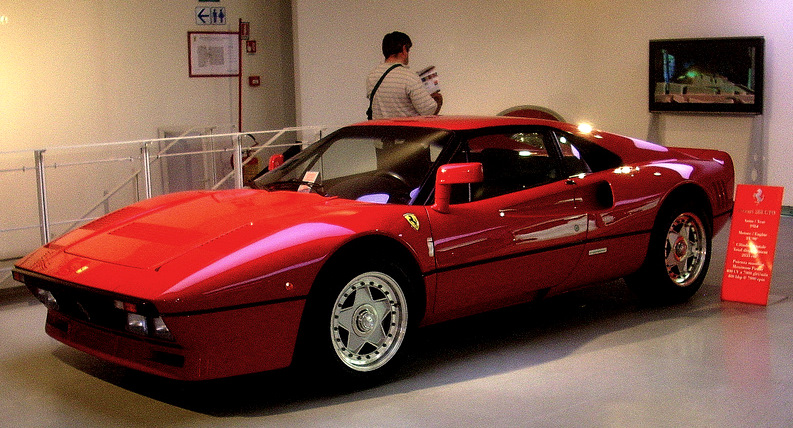
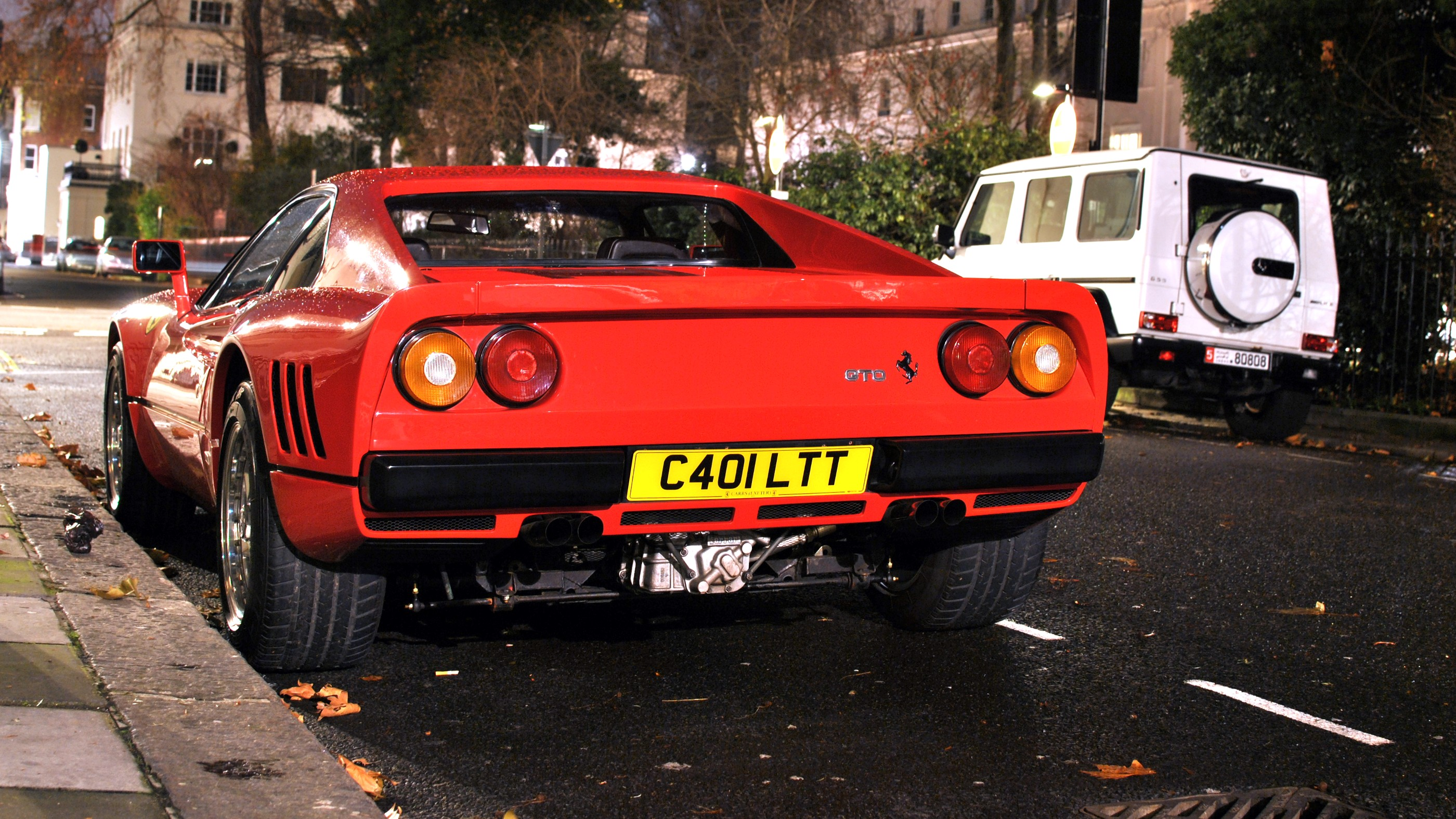